# Mokhtar Hasni
Mokhtar Hasni (Siliana, 1952. március 19. – 2024. január 21.) válogatott tunéziai labdarúgó, csatár.

## Pályafutása
1971 és 1976 között az EM Mahdia labdarúgója volt. 1976-tól Belgiumban játszott. 1976–77-ben az UBS Auvelais, 1977 és 1982 között az RAA Louviéroise játékosa volt. 1973 és 1978 között kilenc alkalommal szerepelt a tunéziai válogatottban, amellyel részt vett az 1978-as argentínai világbajnokságon.